# (2594) Acamas
(2594) Acamas (1978 TB) – planetoida z grupy trojańczyków okrążająca Słońce w ciągu 11,49 lat w średniej odległości 5,09 j.a. Odkryta 4 października 1978 roku.